# Одпен, Дидье
Дидье Одпен (фр. Didier Haudepin; род. 15 августа 1951) — французский актёр, кинопродюсер, режиссёр и сценарист. Снялся в более 44 фильмах и телешоу, с 1960 года. Его фильм «Те были дни» был показан в программе «Особый взгляд» на Каннском кинофестивале 1995 года. Наиболее известен своей главной ролью в фильме «Особенная дружба» (1966), экранизации одноимённого романа Роже Пейрефитта, в роли Александра Мотье. В 1966 году исполнил главную роль в историческом фильме «Котолай», посвящённом основанию Франциском Ассизским монастыря своего ордена в Сантьяго-де-Компостела в 1214 году.

## Фильмография
| Тип    | Год  | Название           | Оригинал                      | Роль                 |
| ------ | ---- | ------------------ | ----------------------------- | -------------------- |
| Фильм  | 1960 | 7 дней… 7 ночей    | итал. Moderato cantabile      | Пьер (фр. Pierre)    |
| Сериал | 1960 | Молодёжный театр   | фр. Le théâtre de la jeunesse | молодой Амбруаз Паре |
| Фильм  | 1963 | Все те, кто падают | фр. Tout ceux qui tombent     | неизвестно           |
| Фильм  | 1963 | Третий Концерт     | фр. Le troisième concerto     | Том                  |
| Фильм  | 1963 | По соседству       | фр. Sur le même palier        | неизвестно           |
| Фильм  | 1964 | Особенная дружба   | фр. Les amitiés particulières | Александр Мотье      |
| Фильм  | 1966 | Котолай            | исп. Cotolay                  | юный Котолай         |
| Фильм  | 1976 | Невинный           | итал. L'Innocente             | Федерико Эрмиль      |